# Egnasia berioi
Egnasia berioi är en fjärilsart som beskrevs av Pierre E.L. Viette 1954. Egnasia berioi ingår i släktet Egnasia och familjen nattflyn. Inga underarter finns listade i Catalogue of Life.